# Arroyo del Ojanco
Arroyo del Ojanco là một đô thị trong tỉnh Jaén, Tây Ban Nha. Theo điều tra dân số 2006 (INE), đô thị này có dân số là 2500 người.
38°32′B 2°89′T / 38,533°B 3,483°T Tọa độ: kinh phút >= 60
{{#coordinates:}}: vĩ độ không hợp lệ